# Sean Bobbitt
Sean Francis Bobbitt (Texas, 29 de novembro de 1958) é um diretor de fotografia britânico. Como reconhecimento, recebeu indicação ao BAFTA 2014.